# Istituto internazionale delle Nazioni Unite per la ricerca sul crimine e la giustizia
L'Istituto interregionale delle Nazioni Unite per la ricerca sul crimine e la giustizia (UNICRI, dall'inglese United Nations Interregional Crime and Justice Research Institute), è un istituto che sviluppa ricerca applicata, formazione, cooperazione tecnica e diffusione delle informazioni sulla prevenzione del crimine e la giustizia
Dall'anno della sua creazione, nel 1968, ha diretto i suoi sforzi al rafforzamento delle istituzioni e alla costruzione – o ristabilimento – di sistemi di giustizia in linea con gli standard internazionali. L'istituto ha inoltre promosso l'adozione di efficaci politiche di prevenzione e contrasto del crimine e la cultura dei diritti umani. Grande attenzione è rivolta all'assistenza delle vittime di reato – in particolare donne e bambini - e alla protezione dei minori.
Lotta al crimine organizzato transnazionale, soprattutto al traffico di esseri umani, prevenzione del terrorismo, della corruzione e di nuovi crimini emergenti quali contraffazione, crimini informatici e reati contro l'ambiente, nonché riforma dei sistemi di giustizia minorile e - in generale - formazione dei giudici e pubblici ministeri rappresentano alcune delle attuali priorità dell'Istituto.
I programmi di cooperazione tecnica nel campo della giustizia minorile e della tratta di esseri umani riguardano principalmente l'area legale istituzionale e quella sociale. Le attività si svolgono secondo un approccio multidisciplinare che combina le attività di rafforzamento delle istituzioni giudiziarie nazionali con quelle di assistenza sociale, sensibilizzazione e coinvolgimento della società civile. L'UNICRI opera anche nel campo della giustizia penale internazionale attraverso percorsi di formazione specialistica.
Le attività di assistenza dell'UNICRI sono spesso centrate sulla funzione di capacity building e abbinano il rafforzamento della cooperazione internazionale allo sviluppo delle capacità dei Paesi assistiti. Pertanto la formazione di personale qualificato è pratica comune a molti dei progetti poiché garantisce la sostenibilità di lungo termine degli interventi, promuove l'adozione di standard internazionali e lo stato di diritto.
Nel campo della prevenzione e contrasto del terrorismo internazionale, l'Istituto favorisce una maggiore comprensione del fenomeno ed il rafforzamento della collaborazione tra i paesi in materia di sicurezza, soprattutto dei "grandi eventi". Sta inoltre conducendo un programma per il contrasto ai traffici di armi di distruzione di massa.
L'UNICRI è parte della task force delle Nazioni Unite che ha il compito di sviluppare la strategia dell'ONU per il contrasto del terrorismo. In particolare, l'Istituto guida i due gruppi di lavoro sulla protezione dei target vulnerabili e sul tema della radicalizzazione e dell'estremismo.
L'Istituto, che ha sede a Torino e uffici sparsi per il mondo, dispone di un centro di documentazione sulla prevenzione del crimine e la giustizia, che offre ai suoi utenti analisi della letteratura specialistica e informazioni aggiornate ed esaustive.
Attraverso il suo ufficio di collegamento di Roma, l'UNICRI contribuisce altresì a promuovere la conoscenza degli obiettivi generali delle Nazioni Unite presso la società civile e le istituzioni nazionali italiane. Si occupa inoltre delle missioni in Italia del segretario generale e dei rappresentanti delle varie agenzie dell'ONU.